# Rachel Brice

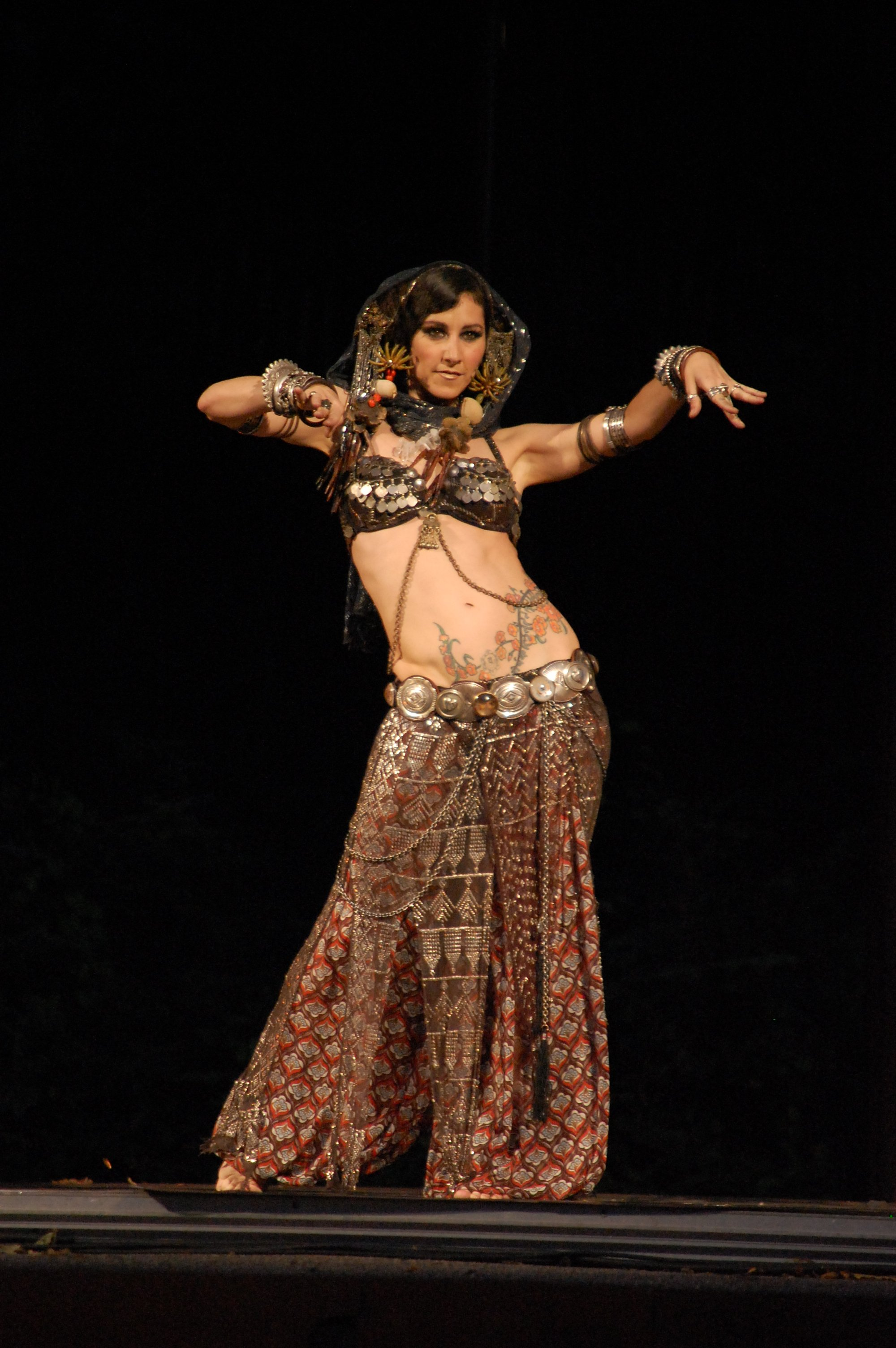
Rachel Brice beim Tribal Umrah Festival in Rennes, Frankreich (August 2012)

Rachel Brice (geboren 15. Juni 1972 in Seattle) ist Tänzerin und Choreografin in den Vereinigten Staaten. Sie arbeitete als Tänzerin und spezialisierte sich auf American Tribal Style Belly Dance, der vom Stil des Orientalischen Tanzes abgeleitet wurde.

## Leben
Rachel Brice wurde am 15. Juni 1972 in Seattle, Washington, geboren und machte ihren Abschluss an der San Francisco State University. Rachel Brice lernte im Alter von 17 Jahren Yoga und Orientalischen Tanz. Sie entdeckte die Welt des Tanzes 1988, als sie Hahbi'Ru beim Auftritt auf dem Renaissance Faire in North Carolina zusah, und lernte orientalischen Tanz von Atesh, dem Direktor der Atesh Dance Troupe. Rachel Brice praktizierte eine Zeit lang Yoga, bevor sie 1996 mit Hilfe des Yogalehrers Erich Schiffmann Yoga unterrichtete.
Rachel Brice ist seit 1999 Tänzerin und wird Anfang der 2000er Jahre orientalischen Tanzunterricht bei Carolena Nericcio und Jill Parker nehmen. Sie wurde 2001 vom Plattenproduzenten Miles Copeland III engagiert und trat mit Belly Dance Superstars auf, einer Orientalischen Tanzkompanie, die 2002 in San Francisco, Kalifornien, gegründet wurde, und tourte dort. Sie erstellte auch eine DVD für Orientalischen Tanz für ihre Ausbildung und Auftritte und veröffentlichte eine Musik CD-Reihe mit den in den Aufführungen verwendeten Liedern.
2003 gründete er The Indigo Belly Dance Company, eine Orientalische Tanzkompanie in San Francisco, und führte American Tribal Style Belly Dance Performances auf, die vom orientalischen Tanzstil abgeleitet sind. Neben der Veröffentlichung von Lehrvideos mit den Schwerpunkten Yoga und Orientalischer Tanz hielt er Workshops in den Vereinigten Staaten, Europa, Asien und Australien ab. Er gründete auch das „Studio Datura“ in Portland, Oregon und startete ein „8 Elements“-Ansatzprogramm für Orientalischen Tanz. 2012 gründete er „Datura Online“, ein Online-Vortragsstudio für Yoga und Orientalischen Tanz.

## Liste der Werke

### Leistungsvideo
- Bellydance Superstars Live in Paris: Folies Bergere
- Bellydance Superstars Solos in Monte Carlo
- Bellydance Superstars

### Lehrvideo
- Tribal Fusion: Yoga, Isolations and Drills a Practice Companion with Rachel Brice
- Rachel Brice: Belly Dance Arms and Posture
- Serpentine: Belly Dance with Rachel Brice (DVD, Video)